# Кухонний ніж

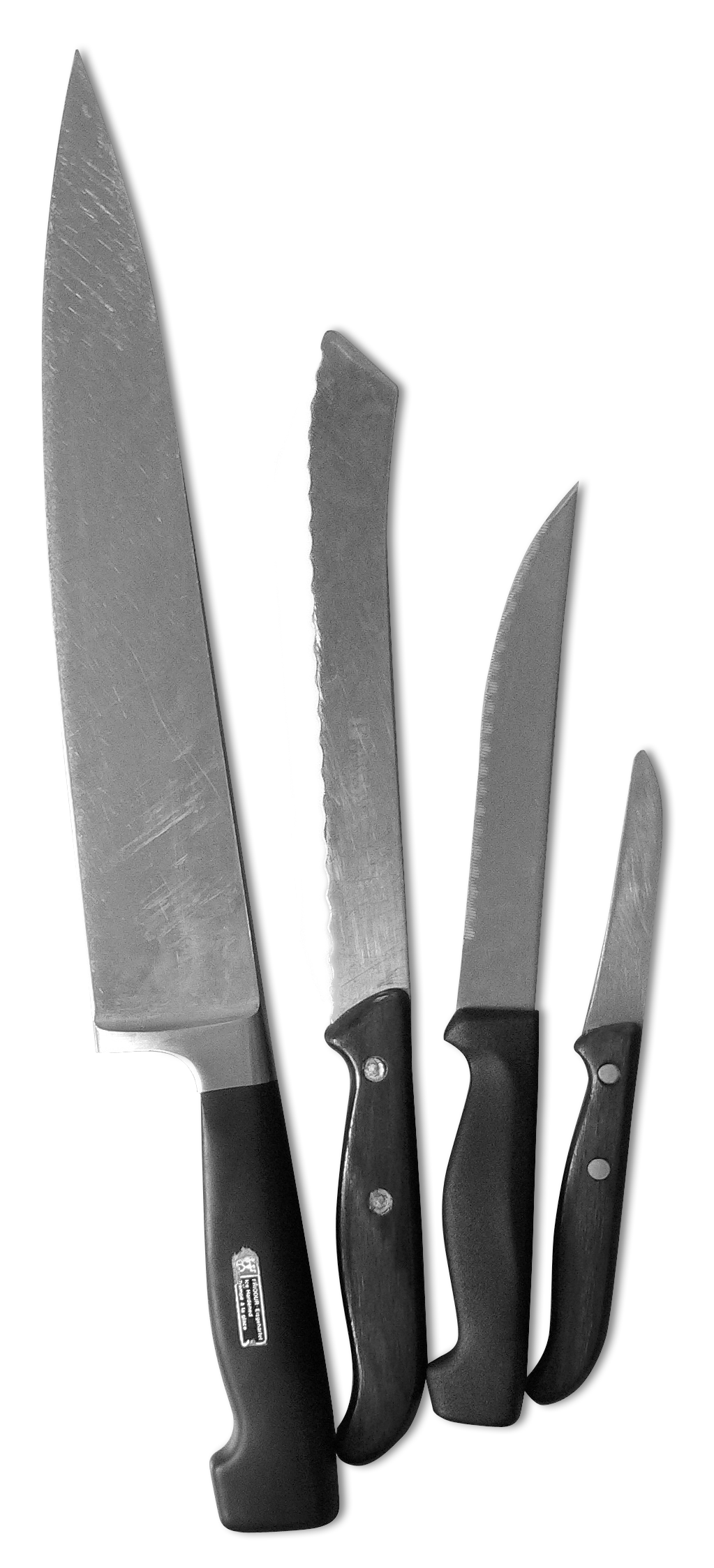
Кухонний ніж, зліва направо: ніж шеф-кухаря, ніж для хліба, ніж для помідорів, ніж для чищення овочів та фруктів

Кухонний ніж - ніж, який призначений для використання в приготуванні їжі . Є як універсальні ножі, які виконують безліч різних завдань (подрібнення, намазування, зрізання шкірки з овочів тощо), так і спеціалізовані, наприклад, ніж для розкриття раковин устриць.

## Термінологія

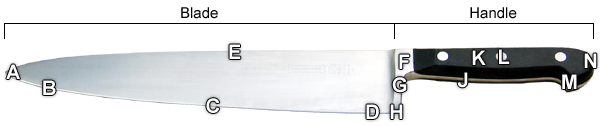
Термінологія. На малюнку blade — клинок, handle — руків'я

| A | Вістря:           | Крайня передня точка леза ножа, яка використовується для проколювання.                                                         |
| B | Кінчик:           | Передній край леза (приблизно одна третина), який використовується для дрібної та тонкої роботи. Також відомий, як вигин ножа. |
| C | Лезо:             | Вся ріжуча частина ножа, від вістря до заднього краю леза. Профіль леза може бути як скошеним, так і симетричним.              |
| D | Задній край леза: | Задня частина леза, призначена для розрізання з підвищеним зусиллям.                                                           |
| E | Обух:             | Верхня потовщена частина, що надає клинку міцність та масивність.                                                              |
| F | Шийка:            | Потовщена частина леза, що з'єднує руків'я та клинок. Надає ножу ваги та збалансованість.                                      |
| G | Упор:             | Частина шийки, що оберігає руку кухаря від зісковзування до леза.                                                              |
| H | Крило:            | Частина, що зчленовує задній край леза та шийку.                                                                               |
| J | Хвостовик:        | Частина металевого клинка, що розташовується в руків'ї, надає ножу цілісність та додаткову масу.                               |
| K | Накладки:         | Дві планки матеріалу руків'я (дерево, пластик, компаунд тощо), що прикріплюються до хвостовика.                                |
| L | Заклепки:         | Металеві деталі кріплення (зазвичай 3), які кріплять накладки до хвостовика.                                                   |
| M | Упор руків'я:     | Виступ у нижній частині руків'я, що забезпечує щільне захоплення рукою і запобігає вислизання ножа.                            |
| N | Задник:           | Торцева частина руків'я. |

## Клинок

### Матеріал
- Вуглецева сталь
- Нержавіюча сталь
- Високовуглецева нержавіюча сталь
- Багатошаровий
- Титан
- Кераміка
- Пластик

## Матеріали ножів
- Нержавіюча сталь являє собою сплав заліза, приблизно 10-15% хрому, можливо, нікелю та молібдену, з невеликою кількістю вуглецю. Типові ножі з нержавіючої сталі виготовлені з 420 нержавіючої сталі, високий вміст хрому, ножі з нержавіючої сталі часто використовуються в столовому начинні. Більшість споживчих марок маловуглецевої нержавіючої сталі значно м'якші, ніж з вуглецевої сталі і більш дорогих сортів нержавіючої сталі, і вимагають частішого заточування, хоча більшість з них має високу стійкість до корозії.
- Титан є більш легким та зносостійким. Проте він забезпечує більшу гнучкість, ніж сталь. Титан не надає ніякого смаку їжі. Цей метал, як правило, дорогий і не дуже добре підходить для столового начиння. Має високу в'язкість. При звичайній температурі покривається захисною  плівкою оксиду TiO2, завдяки цьому корозійностійкі в більшості середовищ (крім лужного).

### Виготовлення клинка
- Кування
- Штампування

### Форма леза
Лезо (ріжуча кромка) обробляється заточуванням. Виділяють наступні леза:
- Заточення - форма поперечного перерізу кромки
- Профіль - яка форма кромки (зубчаста, пряма, вигнута)
- Осторонь від кромки - конструкція леза на деякому віддаленні від кромки

## Руків'я
Матеріал руків'я:
- Дерево
- Пластик
- Композит
- Нержавіюча сталь

## Кухонні ножі загального призначення

### Кухарський ніж

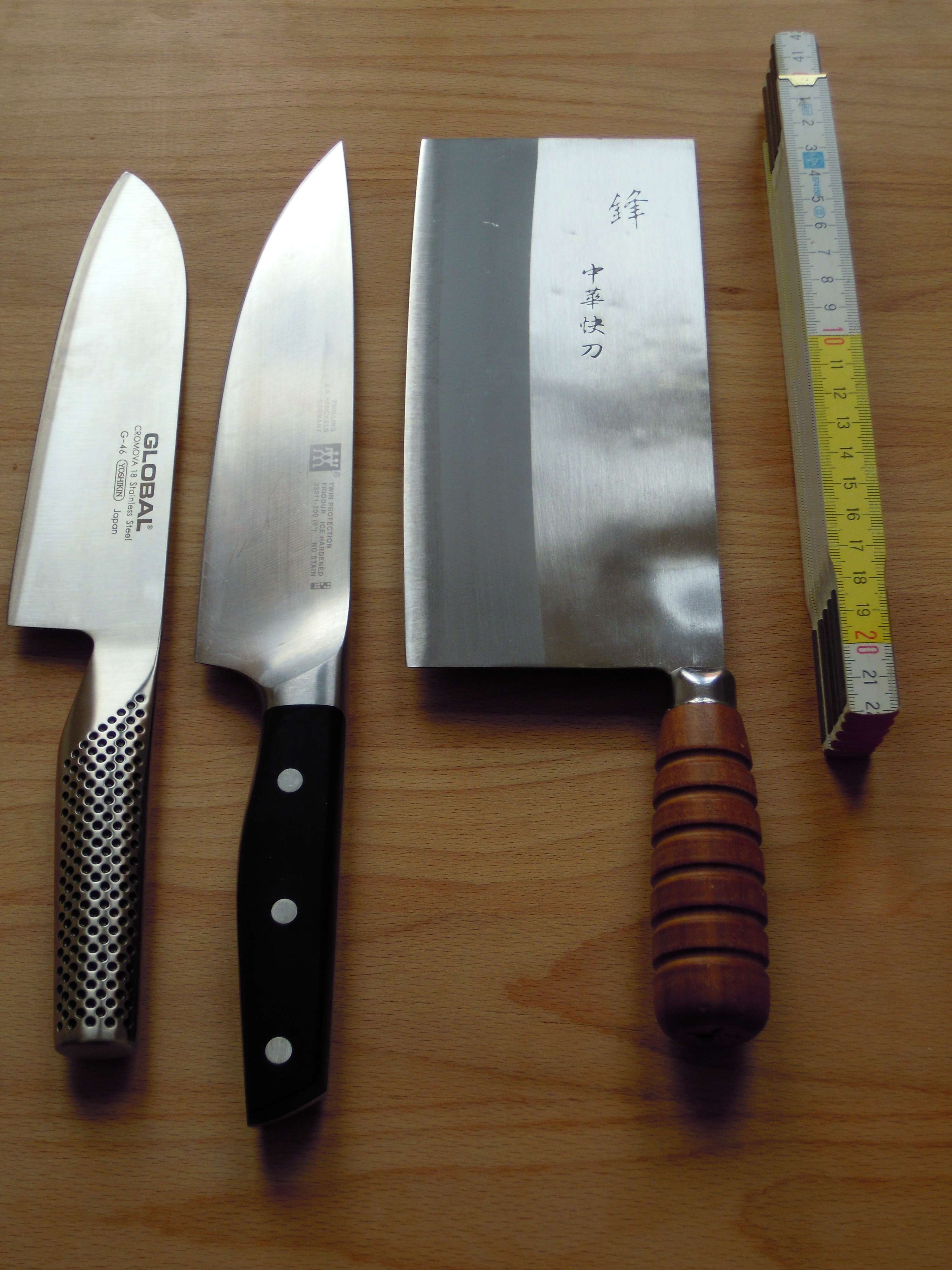
Кухарські ножі. Зліва направо: японський сантоку, німецький шеф і китайська сокирка (цай-дао)

Багатоцільовий ніж, форма його клинка дозволяє розгойдувати ніж на стільничці і робити точні розрізи. Найбільш поширені ножі з довжиною клинка 15-30 см, найвикористовуваніша довжина клинка - 20 см. Зі збільшенням довжини зазвичай збільшується і ширина ножа. Основне призначення - шаткування овочів та нарізка м'яса. Обухом можна відбивати м'ясо.

### Хлібний ніж

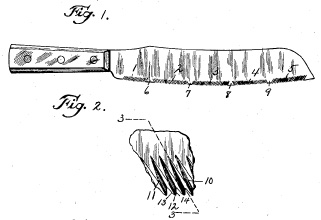
Хлібний ніж патенту Бурнса

Зубці на лезі ріжуть м'який хліб, не мнучи його. Один з таких ножів був представлений на Всесвітній Колумбійській виставці у Чикаго в 1893 році компанією Friedrich Dick (Німеччина). Одній з розробок виданий патент США (Джозефу Бурнсу із Сіракуз).

### Ніж для масла
Ніж для масла не має леза і зазвичай використовується для намазування м'яких субстанцій.

### Устричний ніж
Короткий ніж з потовщеним, в порівнянні зі звичайними ножами, клинком, для розтину устричних мушль. Рекомендовано застосовувати спільно з кольчужною рукавичкою.